# Ohey
Ohey é um município da Bélgica localizado no distrito de Namur, província de Namur, região da Valônia.